# Floridoscia fusca
Floridoscia fusca är en kräftdjursart som beskrevs av Schultz och Johnson 1984. Floridoscia fusca ingår i släktet Floridoscia och familjen Philosciidae. Inga underarter finns listade i Catalogue of Life.